# Otradnenskij rajon
L'Otradnenskij rajon (in russo Отрадненский район?) è un rajon del Kraj di Krasnodar, nella Russia europea.